# Livret de famille
Pour les articles homonymes, voir Livret de famille (homonymie).

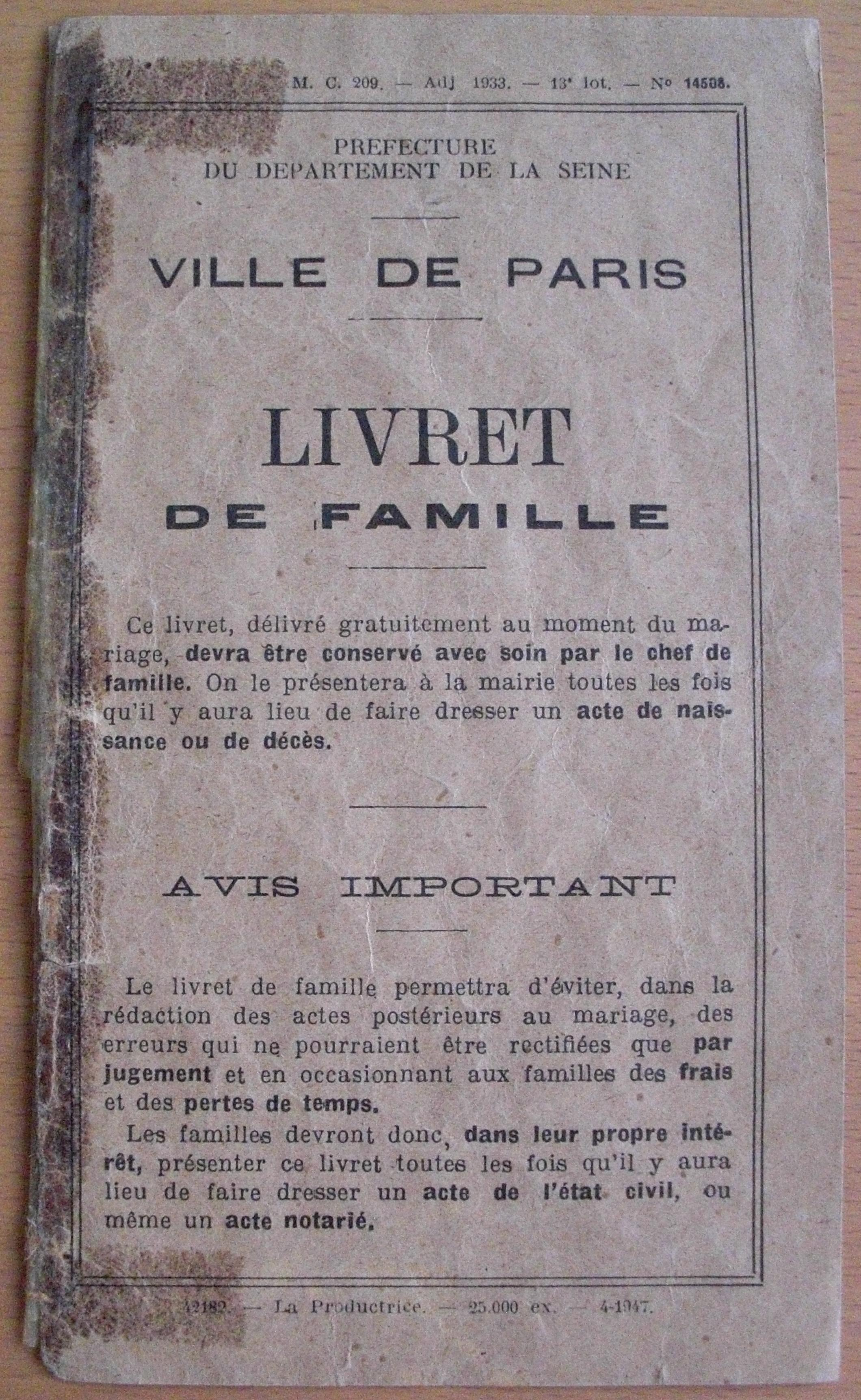
Couverture d'un livret de famille français de 1948 à Paris

Le livret de famille est un document officiel, délivré dans plusieurs pays, et consistant en un recueil d'extraits d'actes d'état civil relatifs à une famille. L'initiative de sa création revient à la France, en 1877, à la suite de la destruction totale de l'état civil parisien en 1871.

## Par pays

### En France

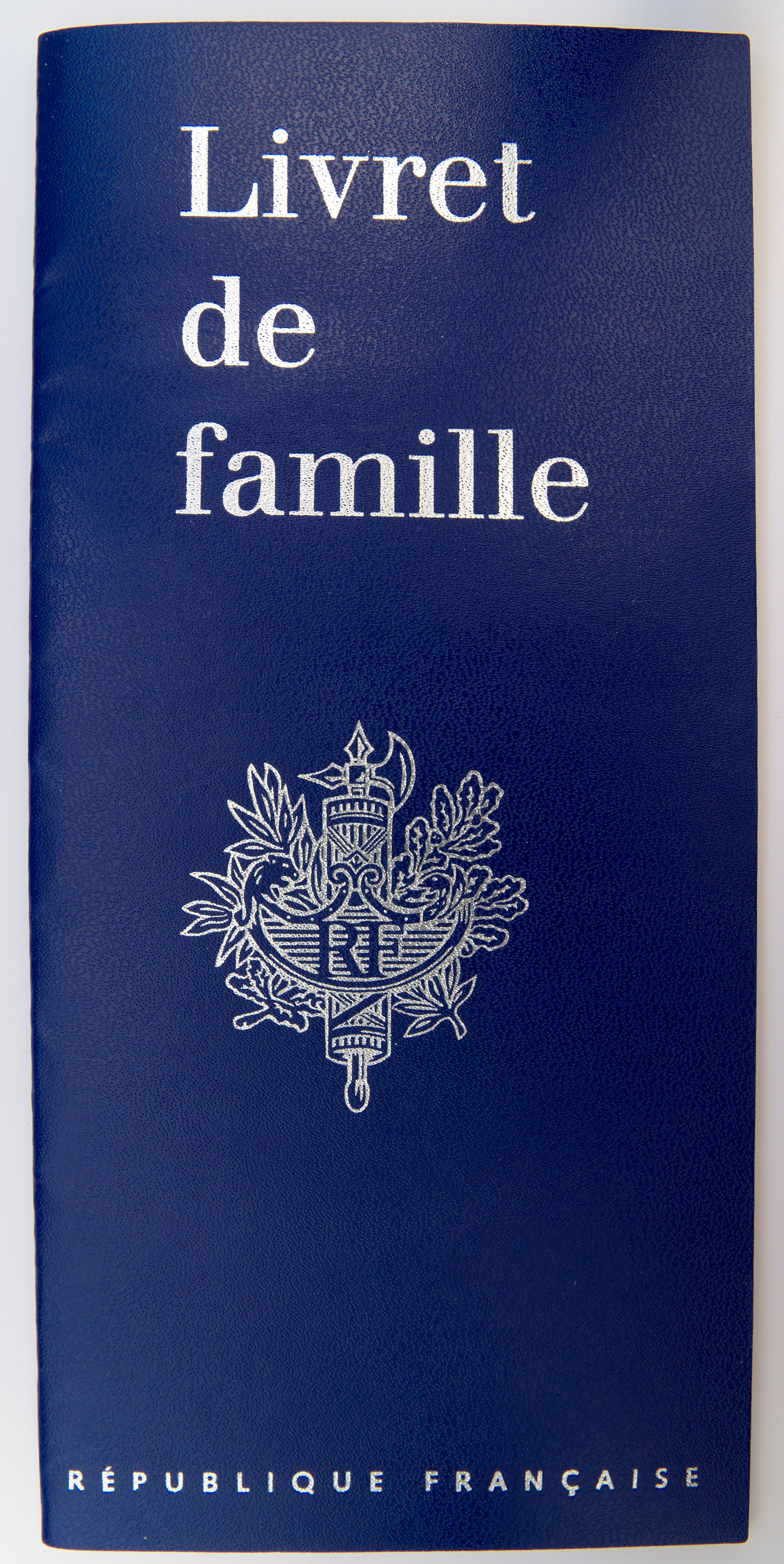
Livret de famille français de 2005.

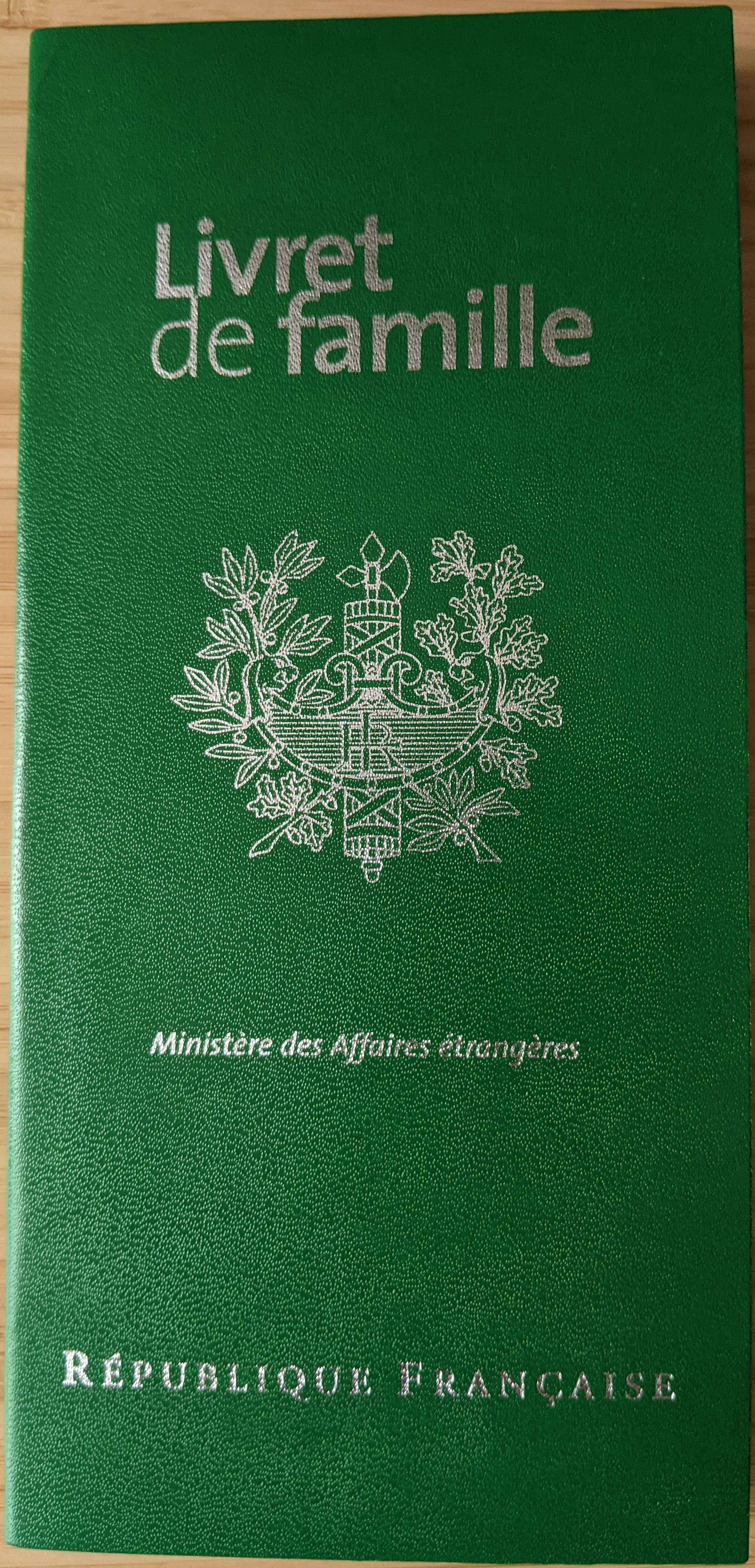
Livret de famille français délivré par une autorité située hors du territoire (ambassade, consulat) ou par le Service central d'état civil (2021).

En France, le livret de famille est délivré soit aux époux à l’issue de la cérémonie de leur mariage, soit automatiquement lors de la naissance du premier enfant d'un couple non marié dont au moins l'un des parents est français. Il est ultérieurement et éventuellement complété, par les extraits d'acte de naissance des autres enfants ou par le mariage, la séparation de corps, le divorce et le décès des parents. Ceux-ci ont d'ailleurs une obligation légale de tenir leur livret de famille à jour sous peine de sanctions.
À la suite de la destruction totale de l'état civil parisien lors des incendies de la Commune de Paris en mai 1871, le livret de famille est institué le 18 mars 1877 par la circulaire de Jules Simon, président du Conseil et ministre de l'Intérieur. Celle-ci précise que « les livrets de famille constitueront en quelque sorte un troisième dépôt des actes d'état civil confié à la garde des intéressés et seront une source de renseignement précieux pour le cas où les registres viendraient à être détruits. » Sa possession est facultative.
Enfin, la loi du 5 avril 1884 relative à l'organisation municipale prévoit l'obligation pour les mairies de prendre sur leur budget la délivrance des livrets de famille.
Le décret du 15 mai 1974 crée trois sortes de livrets de famille : le livret de famille d'époux, celui de père ou mère naturels, et celui de famille naturelle. Ces groupes sont juridiquement considérés comme pouvant bénéficier des droits ouverts aux familles.
Depuis le 1er juillet 2006, le nouveau livret de famille, appelé « livret unique », doit obligatoirement comporter les extraits d'actes de naissance de tous les enfants d'un même père et d'une même mère ; en revanche les enfants issus d'une autre union de l'homme ou de la femme n'ont pas à y figurer : par exemple, une femme qui a eu trois enfants avec trois hommes différents aura trois livrets de famille. Un livret de famille n'est pas délivré à l'occasion de la conclusion d'un pacte civil de solidarité. La délivrance et la tenue des livrets de famille sont réglementées par l'arrêté du 1er juin 2006.
Le projet de loi ouvrant le mariage aux couples de personnes de même sexe adopté en 2013 a posé la question d'une modification des termes, puisque « père » ou « époux », et « mère » ou « épouse » ne conviennent pas dans le cas de mariage de couple de personnes de même sexe,. 
Quelques communes, en particulier Carhaix (Finistère) sur l'initiative du maire Christian Troadec (2001-2014), délivrent des livrets de famille bilingues français-breton, ce qui, d'après certaines personnes, serait en contravention de la législation française qui, selon ces personnes, disposerait que seule la langue française, langue de la République, doit être utilisée dans les actes publics.

### En Belgique
En Belgique, un carnet de mariage est délivré aux époux contenant les dispositions du Code civil relatives aux droits et devoirs respectifs des époux. Il comporte des pages destinées à recevoir des mentions sur les enfants à naître du couple ainsi que leur décès s'il survient avant qu'ils aient quitté le foyer. Ce carnet est délivré tant aux époux de sexe différent qu'aux époux de même sexe ; il n'est pas délivré aux cohabitants légaux, ni aux parents d'enfants nés hors mariage. En cas de divorce, il est conservé par la personne détenant l'autorité parentale. En cas de décès de l'un des époux il doit être présenté aux autorités communales pour acter le décès.

### En Suisse
En Suisse, le livret de famille a été remplacé depuis 2005 par le « certificat de famille », reprenant les données d'un couple marié et de leurs enfants communs. Contrairement à l'ancien livret, ce document n'est pas tenu à jour ; en cas de changement, il y a donc lieu de demander un nouveau certificat contenant les données modifiées.

### En Allemagne
En Allemagne, le livret de famille est simplement un classeur qui réunit (sans reliure fixe) les extraits d'acte d'état civil relatifs à la famille. Les éditeurs privés qui les produisent prévoient généralement des formulaires pour le mariage religieux, les baptêmes, etc.

### En Asie
Des systèmes de registres familiaux existent ou existaient dans les pays d'Asie de l'Est :
- en Chine ce système s'appelle le huji (chinois simplifié : 户籍 ; chinois traditionnel : 戶籍 ; pinyin : hùjí) ou hukou (chinois simplifié : 户口 ; chinois traditionnel : 戶口 ; pinyin : hùkǒu),
- en Corée du Nord et en Corée du Sud, il s'agit du hojuje (hangeul : 호주 ; hanja : 戶主, abrogé en Corée du Sud en 2005),
- au Japon, c'est le koseki (戸籍?),
- au Vietnam, existe le hộ khẩu.

Dans l'Asie de l'Ouest :
En Iran, tout citoyen possède un shenasnameh, qui prend les rôles de l'acte de naissance et du livret de famille.

### En Amérique du Sud

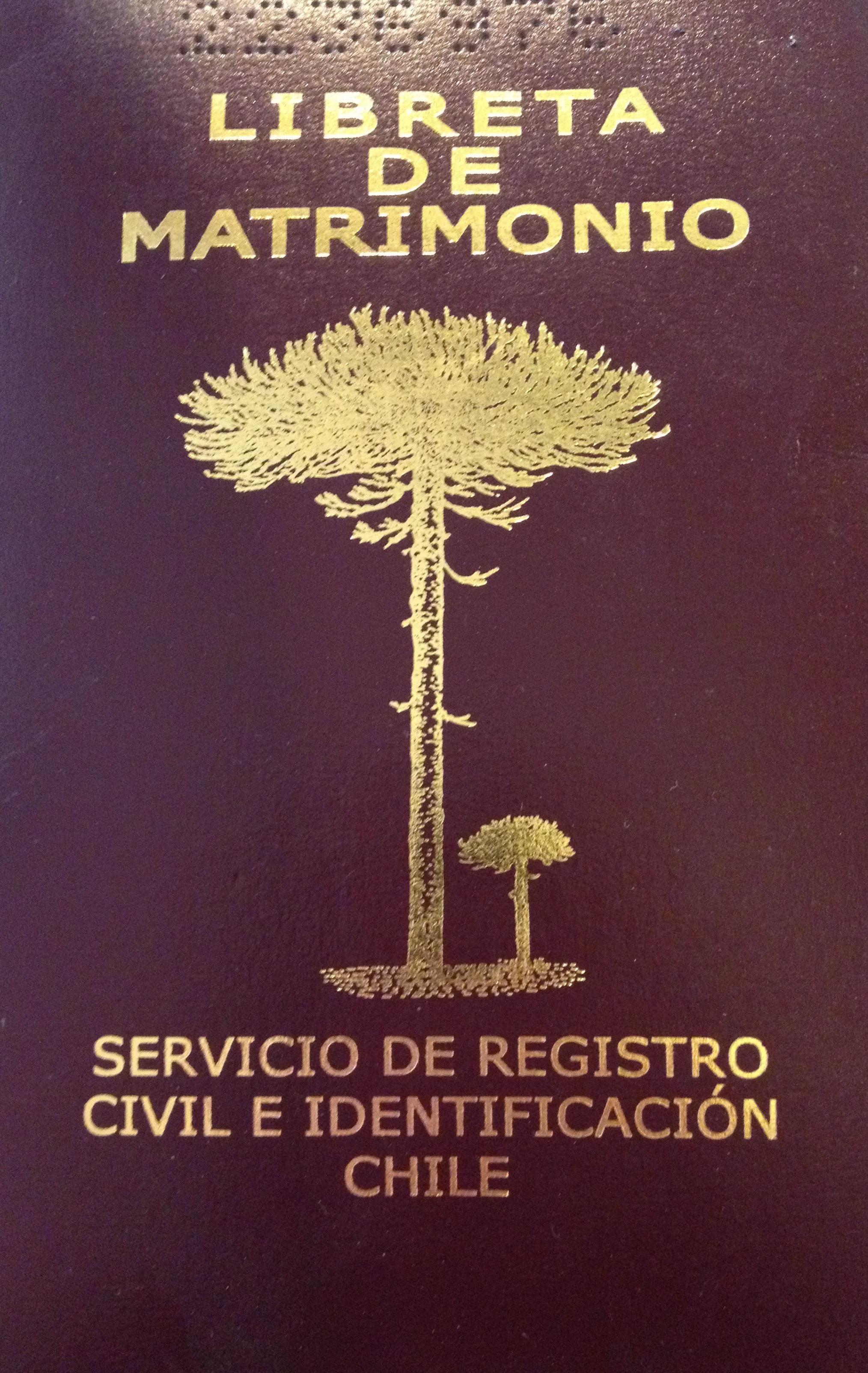
Couverture d'un livret de mariage chilien

Les livrets de famille délivrés dans les pays d'Amérique du Sud remplissent un rôle protocolaire ou permettent de démontrer la garde légale des enfants de manière plus expéditive qu'un document notarié:
- en Argentine existe le libreta de casamiento.
- au Chili c'est le libreta de matrimonio et le livret d'union civile.
- au Paraguay, il existe un libreta de familia.
- en Uruguay c'est le libreta de matrimonio.

## Mentions religieuses
Le livret de famille français ne contient en principe aucune mention religieuse. Les livrets délivrés en Alsace et dans le département de la Moselle, zones soumises à un droit local, contiennent cependant une page blanche supplémentaire, sur laquelle le ministre du culte peut porter des mentions notamment sur le mariage religieux ; les mentions des baptêmes peuvent figurer sur ces livrets.
Il existe également le livret de famille catholique qui est pratiquement similaire au livret de famille civil mais il contient en plus la date et le lieu du baptême.
Les formulaires utilisés pour le carnet de mariage belge portent la formule latine préimprimée « Contraxerunt matrimonium in Parochia… mensis… 20… » que le ministre du culte peut compléter pour certifier le mariage religieux.